# Johnny De Nul
Johnny De Nul (Schoonaarde, 14 november 1955) is een voormalig Belgisch wielrenner. Hij was beroepsrenner van 1978 tot 1985. 
De Nul won gedurende zijn carrière 58 koersen (voornamelijk kermiskoersen) bij de profs. In 1982 was hij Belgisch zegekoning met 21 overwinningen. In zijn amateurtijd had hij dat al twee keer eerder gepresteerd. In 1976 behaalde hij 31 en in 1977 46 overwinningen.

## Jeugd
Johnny De Nul kwam uit een eenvoudig gezin van vier kinderen en groeide op met twee zussen en een broer. Zijn vader was bouwvakker. De steun om te wielrennen kwam dus niet uit die hoek. Niemand behalve Johnny was sportief. Hij begon puur uit interesse aan zijn wielercarrière en heeft die volledig zelf opgebouwd.

## Carrière
Na enkele sportieve jaren als voetballer bij Eendracht Aalst startte Johnny De Nul pas op zijn zeventiende met koersen, en dit tegen de zin van zijn ouders. Hij schafte zich dan maar zelf een tweedehands toeristenfiets aan. In dat eerste jaar bij de junioren won hij reeds drie keer, het volgende vijf keer. 

### Kermiskoersen
In 1975 stapte hij over naar de amateurs. In die categorie won hij respectievelijk 19, 31 en 46 wedstrijden, waaronder de Ronde van Vlaanderen 1977 en de Sterfinale Aartselaar (19-06-1977). Hij kreeg dan ook dan ook een profcontract voor 1978 aangeboden bij de toenmalige topploeg Flandria door toedoen van Fred De Bruyne.
Hét succesjaar voor de wielrenner is 1982. Toen heeft hij 21 kermiskoersen gewonnen en werd bekroond tot zegekoning van de kermiskoersen en zelfs geselecteerd voor het wereldkampioenschap in Goodwood.
In 1977 won hij de Ronde van Vlaanderen voor amateurs in de sprint tegen grote kleppers zoals Daniel Willems en Fons De Wolf. Toch had hij er een woelige periode op zitten waar hij op zoek moest naar zijn plek in de wielerwereld. In 1978 stapte hij uit de liefhebberscategorie naar de grote ploeg van Flandria, op dat moment onder leiding van sportdirecteur Fred De Bruyne bij het befaamde trio Maertens-Pollentier-Demeyer. Johnny De Nul was het gewoon om meer alleen te kunnen rennen, waardoor het in de grote ploeg soms botste. Na dat seizoen te verliezen stapte hij over naar topploeg Boule D’Or, maar verzeilde daar in dezelfde situatie als bij Flandria. Nog een onsuccesvol seizoen later schakelde hij in 1980 over naar de kleinere ploeg Masta. In die ploeg voelde hij zich meer op zijn plaats, maar ook dat was niet van lange duur. In oktober 1983 werd de ploeg opgedoekt. Na het succesjaar 1982 had Johnny gehoopt wel snel terecht te kunnen in een andere ploeg, maar dat bleek moeilijker dan verwacht. Masta stopte laattijdig, pas als het seizoen gedaan is, dus alle ploegen waren volzet en de budgetten vastgelegd.

### Klassiekers
Ook al werd Johnny Koning der Kermiskoersen genoemd, toch verbeterde dat zijn reputatie bij de klassiekers niet. De wielrenner reed zijn wedstrijden zonder veel overleg, had geen planning en was niet geïnteresseerd in het buitenland.
Zijn eerste kennismaking met de profs was tijdens de Ronde van Mallorca. Tijdens de eerste halve rit raakt hij voorop samen met kopman Michel Pollentier en een Spanjaard. Pollentier demareert meermaals maar wordt telkens terug gehaald door de Spanjaard. Tot Johnny wegflitst en zegevierend solo over de aankomst fietst, hetgeen hem zeer kwalijk genomen wordt door de toenmalige kopmannen Freddy Maertens en Marc Demeyer. 
Dit voorval zou zijn verdere wielercarrière bepalen. Johnny De Nul wordt verbannen naar de B-ploeg en daardoor veroordeeld tot het betwisten van kermiskoersen. 
Johnny De Nul werd bij verschillende klassiekers geteisterd door bijvoorbeeld een darmontsteking, hersenschudding en bronchitis. Op die manier kreeg hij de reputatie altijd de klassiekers te missen door ziekte.

## Belangrijkste overwinningen
1976
- Brussel-Opwijk

1977
- Ronde van Vlaanderen voor amateurs

- Vlaamse Pijl

1978
- Omloop van duin en polder
- Velaines

1979
- GP Briek Schotte
- Omloop van het Waasland

1980
- Mechelen
- Grote Prijs Stad Sint-Niklaas
- Schoonaarde

1981
- Roeselare
- Dernycriterium van Wilrijk
- Schoonaarde
- Beveren-Leie

1982
- GP Frans Melckenbeeck
- Omloop van het Waasland
- Omloop Hageland-Zuiderkempen
- Grote Prijs Stad Sint-Niklaas
- GP Dr. Eugeen Roggeman - Stekene
- Omloop Schelde-Durme
- Criterium van Lommel
- Schoonaarde

1983
- Omloop van de Westhoek De Panne

1984
- Schoonaarde

1985
- Schoonaarde

## Resultaten in voornaamste wedstrijden
| Jaar | Ronde van Italië | Ronde van Frankrijk | Ronde van Spanje |
| ---- | ---------------- | ------------------- | ---------------- |
| 1979 |                  |                     | 72e              |
| 1980 |                  |                     |                  |
| 1981 |                  |                     |                  |
| 1982 |                  |                     |                  |

| Jaar | Parijs-Brussel |  | WK op de weg |
| ---- | -------------- |  | ------------ |
| 1979 |                |  |              |
| 1980 |                |  |              |
| 1981 |                |  |              |
| 1982 | 82e            |  | opgave       |